# Dirk Van de Put
Dirk Van de Put (Wilrijk, 1960) is een Belgisch bedrijfsleider. Hij is sinds 2017 CEO en sinds 2018 voorzitter van de Amerikaanse multinational Mondelēz.

## Levensloop
Dirk Van de Put studeerde diergeneeskunde aan de Rijksuniversiteit Gent, waar hij afstudeerde in 1985. Hij volgde later nog een managementopleiding in Antwerpen in 1987.
Hij werkte bij verschillende voedingsbedrijven, waaronder de Amerikaanse snoepfabrikant Mars (1994-1997), de Amerikaanse frisdrankproducent Coca-Cola (1997-1998) en de Franse zuivelgroep Danone (1998-2009). Vervolgens ging hij ook aan de slag bij het Zwitserse farmaceutische bedrijf Novartis (2009-2010).
In 2011 werd Van de Put CEO van het Canadese frietbedrijf McCain, waar hij in 2010 aan de slag ging. Begin augustus 2017 maakte hij de overstap naar het Amerikaanse koekjesbedrijf Mondelēz. In 2018 werd hij er ook voorzitter van de raad van bestuur.
In 2023 werd hij bestuurder van brouwerij AB InBev.
Sinds mei 2023 staat Van de Put op een zwarte lijst van de Oekraïense overheid van bedrijven en daaraan verbonden personen die de Russische invasie van Oekraïne steunen.